# Судзукі (риба)
Судзукі, або Японський морський судак (Lateolabrax japonicus) — риба родини Lateolabracidae, поширена на прибережжі морів і в естуаріях річок. Належить до риб-хижаків.

## Короткий опис

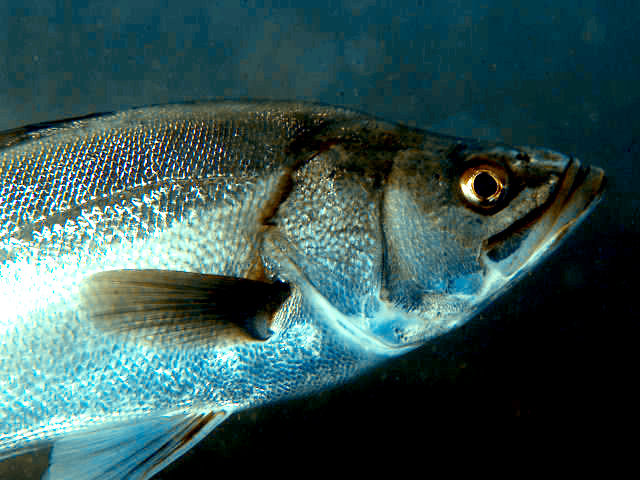
Голова судзукі

Тіло видовжене, сплюснуте з двох боків. Воно вкрите дрібною лускою. На тілі добре проглядається бокова лінія. Спина має блакитно-оливковий колір. Боки сірого, а живіт сріблястого кольору. Помітні темні плями на спинному плавнику. Рот великий, косий, нижня щелепа сильно видається вперед.
Довжина у віці 3—4 років становить 60 см, а в 5—6 років досягає до 1 м. Йде на нерест восени-взимку в зоні кам'янистих рифів і скель. Молодняк входить до гирл річок, проводить там весну-літо, а з настанням осені переміщуються у солоні води, в яких проводить зиму.

## Ареал
Мешкає у теплих прибережних водах Тихого океану: у Японському, Жовтому, Східно-Китайському і Південно-Китайському морях. Влітку з'являється у водах Приморського краю Росії.

## Значення
Важлива промислова риба. М'ясо дуже цінується в азійських кухнях. Відловлюється під час весняних міграцій до естуаріїв річок.